# Monte Frerone
Il monte Frerone (El Frér in camuno, Al Frerù in bresciano) è una montagna alta 2 673 m s.l.m., posta all'estremo sud-occidentale del gruppo dell'Adamello.

## Caratteristiche
Si eleva sopra i pascoli a nord del passo di Crocedomini, punto culminante di una dorsale secondaria del massiccio dell'Adamello alla testata della valle di Braone (convalle della val Paghera) e della val Bona, tributaria della valle delle Valli. La montagna non presenta pareti particolarmente ripide, ma piuttosto versanti regolari con pendenza moderata, su cui cresce una rada vegetazione erbosa.
La cima del Frerone è riconoscibile tra le altre cime circostanti a causa del colore chiaro delle rocce calcaree che ne compongono la piramide sommitale, nettamente contrastanti rispetto alle rocce più scure, dioritiche, che caratterizzano l'ossatura del massiccio. In questo senso, il Frerone rappresenta un'isola calcarea in un mare granitico, caso raro nel massiccio dell'Adamello, sebbene non unico (anche il pizzo Badile Camuno è nella medesima situazione).
Il nome Frerone deriva dal camuno Frere, che significa "miniere di ferro".

## Accesso alla vetta
La via di salita alla vetta è alla portata degli escursionisti nel periodo dell'anno più favorevole (in media, dalla metà di giugno a fine ottobre), purché coloro che decidano di affrontare l'ascensione siano preparati fisicamente e dotati di una certa esperienza, in quanto occorre superare un tratto esposto ed insidioso.

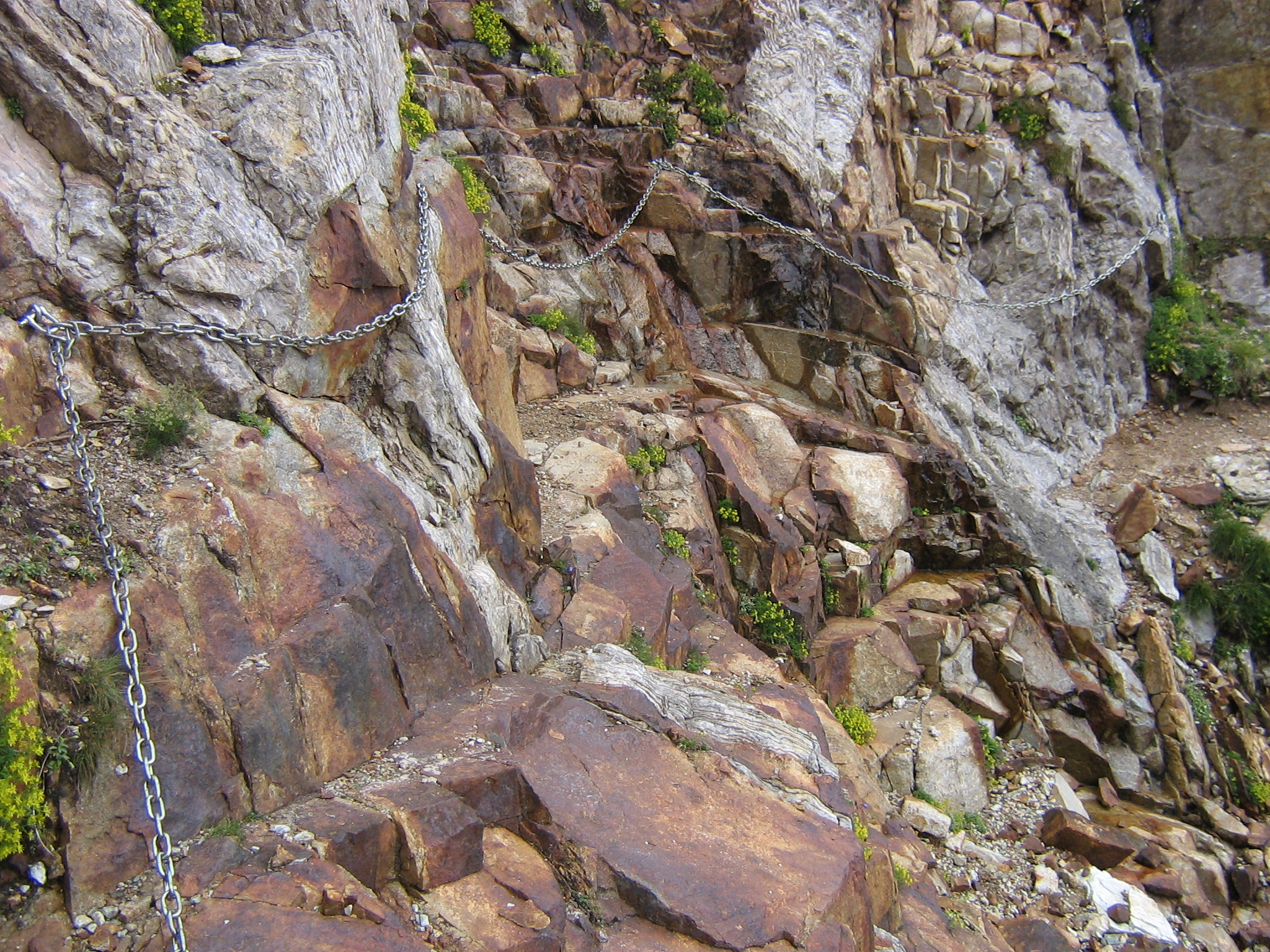
Tratto di sentiero attrezzato lungo la via di salita

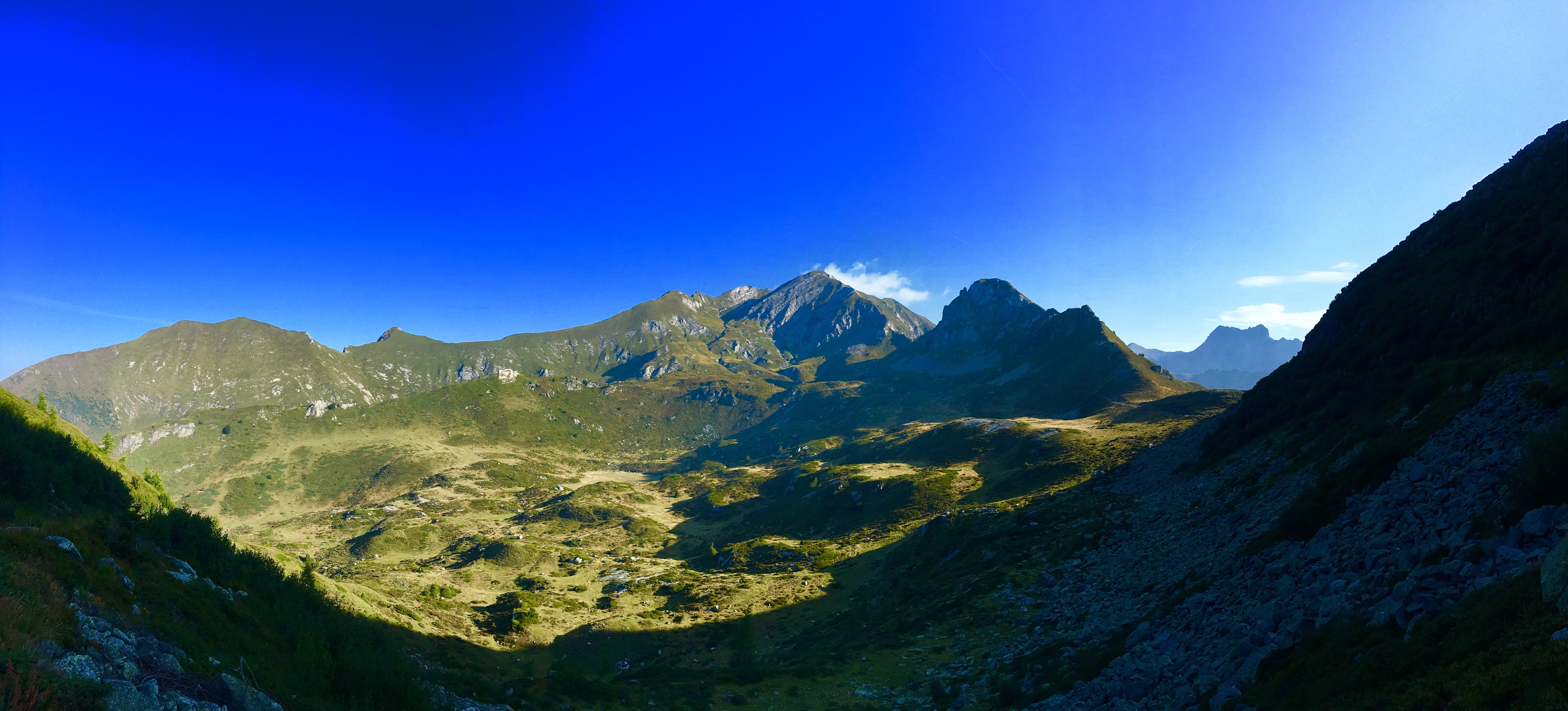
Monte Frerone, Parco dell'Adamello (Q47780554)

Dal parcheggio in località Bazena (1802 m), posto lungo la strada provinciale 343 delle Tre Valli poco sotto il passo di Crocedomini, si prende il sentiero con segnavia numero 1, ossia l'Alta via dell'Adamello in precedenza segnato come numero 18 e che come tale può tuttora risultare su alcune carte escursionistiche. Giunti al passo di Val Fredda (2338 m), da dove il sentiero inizia a scendere dirigendosi verso il Passo della Vacca ed il lago omonimo, si piega a sinistra su sentiero numero 671 che taglia a mezza costa il versante sud del Frerone.

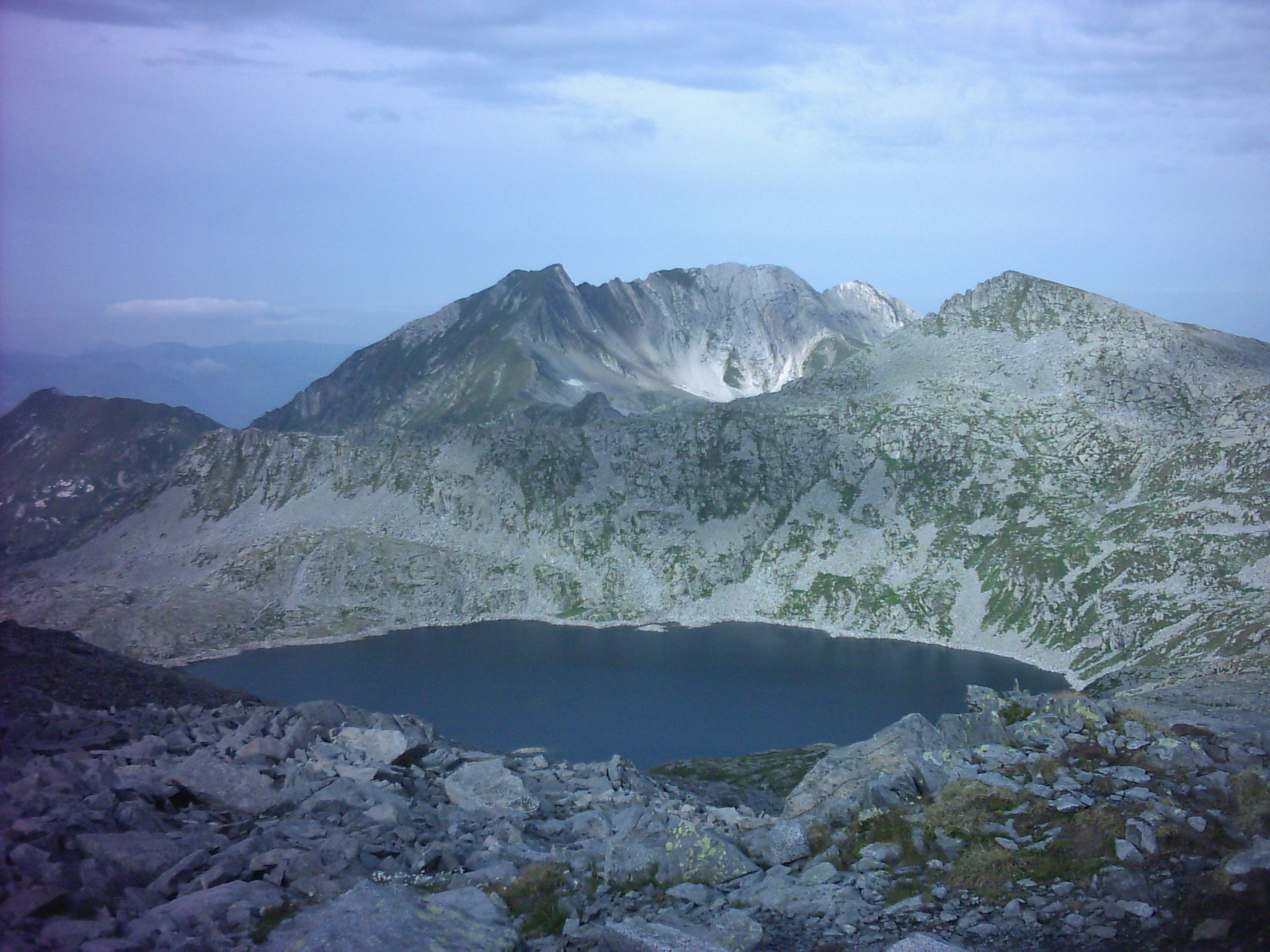
Il monte Frerone (a sinistra) fa da sfondo al lago della Vacca

Si compie quindi un breve traverso su roccia, attrezzato con catene metalliche fisse e con alcuni pioli nei passaggi più esposti, non particolarmente impegnativo dal punto di vista tecnico ma comunque delicato, in quanto la roccia è in questo punto solitamente bagnata.
Superato il passaggio, termina la parte pianeggiante del tracciato e si inizia a salire, con diversi tornanti su terreno erboso, sino a giungere alla cosiddetta Scodèla del Frér, un suggestivo anfiteatro morenico sovrastato, alla sua estremità orientale, dalla cima del monte. Degne di nota sono le differenze cromatiche tra rocce calcaree e rocce metamorfiche che colpiscono lo sguardo dell'escursionista. Da qui, su vecchio sentiero militare risalente alla prima guerra mondiale, in breve si giunge all'anticima meridionale e quindi alla vetta, sovrastata da un cippo metallico. La salita richiede, in condizioni ambientali ottimali, circa 2 ore e 30 minuti, e il dislivello da superare è di 870 metri.
Dalla vetta della montagna si gode un buon panorama della bassa e media val Camonica, del gruppo dell'Adamello (tra cui spiccano, tra le altre, le vette del Carè Alto e del Cornone di Blumone, vicinissimo e maestoso), delle Alpi Orobie e, in assenza di nubi, anche del lontano gruppo del Bernina.
Il sentiero 671 discende poi percorrendo la cresta settentrionale del monte, su fondo prevalentemente erboso alternando tratti ripidi ed esposti a tratti in mezza costa, per raggiungere il Passo del Frerone (2414 m). Tramite il sentiero 638, dal valico è possibile discendere in Val Paghera e quindi verso Ceto passando per il Rifugio Gheza oppure, sul versante opposto, riallacciarsi al sentiero n. 1 che collega Bazena al Lago della Vacca, compiendo quindi un percorso ad anello effettuabile anche in senso inverso.